# Полисть (приток Волхова)
Поли́сть — река в Новгородском и Чудовском районах Новгородской области. Длина — 49 км. Площадь водосборного бассейна — 372 км².
Принадлежит бассейну Балтийского моря. Берёт начало в болоте, в 5 км к юго-западу от деревни Мясной Бор. В деревне Волхов Мост слева впадает в Волхов.
На берегах реки расположено 8 деревень (от истока к устью): Мостки, Спасская Полисть, Трегубово, Большое Опочивалово, Каменная Мельница, Радищево, Слобода, Волхов Мост.
Верхняя половина русла Полисти пролегает вдоль федеральной автомагистрали «Россия» (М10, E 105 Москва — Санкт-Петербург), трижды пересекая её.
Самый крупный приток — Глушица (левый).